# Cornutia thyrsoidea
Cornutia thyrsoidea là một loài thực vật có hoa trong họ Hoa môi. Loài này được Banks ex Moldenke mô tả khoa học đầu tiên năm 1936.